# アントゾナイト
アントゾナイト(Antozonite)は、放射性の蛍石の一種であり、1841年にバイエルン州Wölsendorfで発見され、1962年に名づけられた。かつてはStinkspat、Stinkfluss、Stinkstein、fetid fluorite等とも呼ばれた。
フッ素原子を含む多数の含有物を含み、結晶が破壊された際にフッ素が放出される特徴がある。フッ素は空気中の酸素や水蒸気と反応してオゾンとフッ化水素を生じる。生じたオゾンの特徴的な匂いが、antozoneと呼ばれる仮説上の化合物と誤認されたことから、この名前が付いた。
2012年に、ミュンヘン工科大学等のチームによって、それまで自然界には存在しないとされていた単体のフッ素分子が含まれていることが確認された。